# Anisogammarus confervicolus
Anisogammarus confervicolus är en kräftdjursart. Anisogammarus confervicolus ingår i släktet Anisogammarus och familjen Anisogammaridae. Inga underarter finns listade i Catalogue of Life.